# ظافر توران
ظافر توران (بالتركية: Zafer Turan)‏ هو لاعب كرة قدم تركي، ولد في 9 أكتوبر 1969 في زانغولداك في تركيا. لعب مع Zeytinburnuspor ‏.

## وصلات خارجية
- ظافر توران على موقع اتحاد تركيا (لاعب) (الإنجليزية)
- ظافر توران على موقع قاعدة بيانات كرة القدم.إي يو (الإنجليزية)